# DARPA Grand Challenge

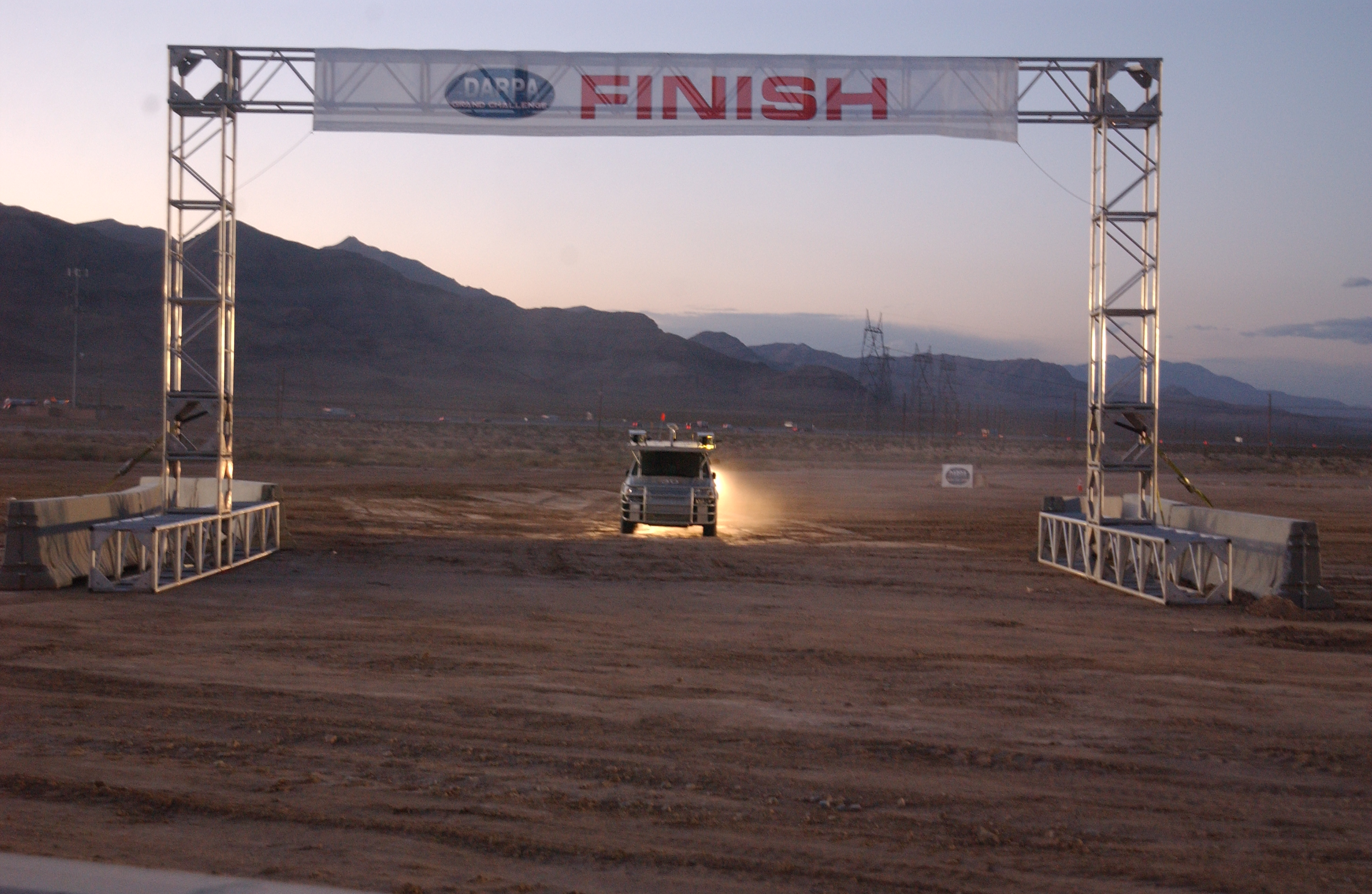
Grand Challenge 2005

DARPA Grand Challenge — соревнования автомобилей-роботов, финансируемые  правительством США. Целью этих соревнований является создание полностью автономных транспортных средств. Организатором конкурса является Управление перспективных исследовательских проектов Министерства обороны США (DARPA).
Помимо задач в области автономных технологий, DARPA также проводит конкурсы на получение призов в других областях технологий.

## Правила
Машина не должна повреждать другие транспортные средства, дорожное покрытие и окружающую среду. Запрещено какое-либо управление живым существом. На размеры машины нет ограничений. Конкретный маршрут объявляется за 2 часа до старта. Трасса может включать асфальтированные участки, просёлочные дороги, пустынное бездорожье. Препятствия могут представлять собой канавы, бермы, колейные износы, песок, стоячую воду, камни, узкие тоннели и т. д.

## История

### DARPA Grand Challenge 2004

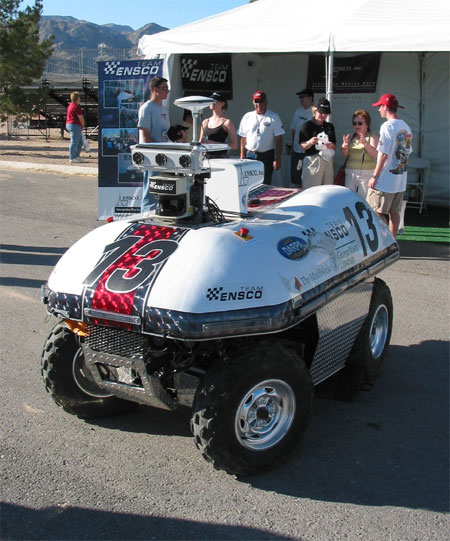
Беспилотник, участвовавший в соревнованиях в 2004 году

13 марта 2004. Призовой фонд — $1 млн. Участие приняли 15 команд. Соревнования начались возле города Барстоу (Калифорния), необходимо было преодолеть около 230 км и финишировать в Примме (Невада), недалеко от Лас-Вегаса. Уйти со старта удалось только 8 машинам из 15. Двум машинам удалось преодолеть 11 км. Весь маршрут не преодолел никто. Лучший результат показала машина марки «HUMMER-H1» команды Red Team из университета Карнеги — Меллона, преодолевшая 11,8 км из 230.

#### Некоторые команды
- Машина № 22 «Песчаная буря» «ХАММЕР-Н1». («SandStorm») команды Red Team из университета Карнеги Меллона установила рекорд для автономных транспортных средств — 65 км/час. На двенадцатом километре робот сбился с курса и перевернулся. Машина повреждена.
- Машина № 21 «SciAutonics-2» совместной команды SciAutonics и ElbitSystems проехала около 11 км, потом скатилась с насыпи и заглохла. Машина повреждена.
- Машина № 5 команды Калтех проехала более 2 км, потом свернула с курса и попыталась проехать сквозь ограждение. Предприняла попытки вернуться на трассу, но не смогла. Машина повреждена.
- Машина № 7 команды Digital Auto Drive проехала около 10 км. Застряла на камне. Машина повреждена.
- Машина № 20 команды TerraMax проехала около 2 км. Машина проявила особое дружелюбие к природе, застыв перед кустиком шалфея. Компьютер долго вспоминал, что это за растение, а потом дал задний ход. В конце концов не смогла продолжить движение дальше.
- Машина № 9 команды Golem Group проехала около 8,5 км. Попыталась въехать на крутой холм, но мощности двигателя не хватило. После 50 минут буксования команда сняла робота с гонки.

### DARPA Grand Challenge 2005

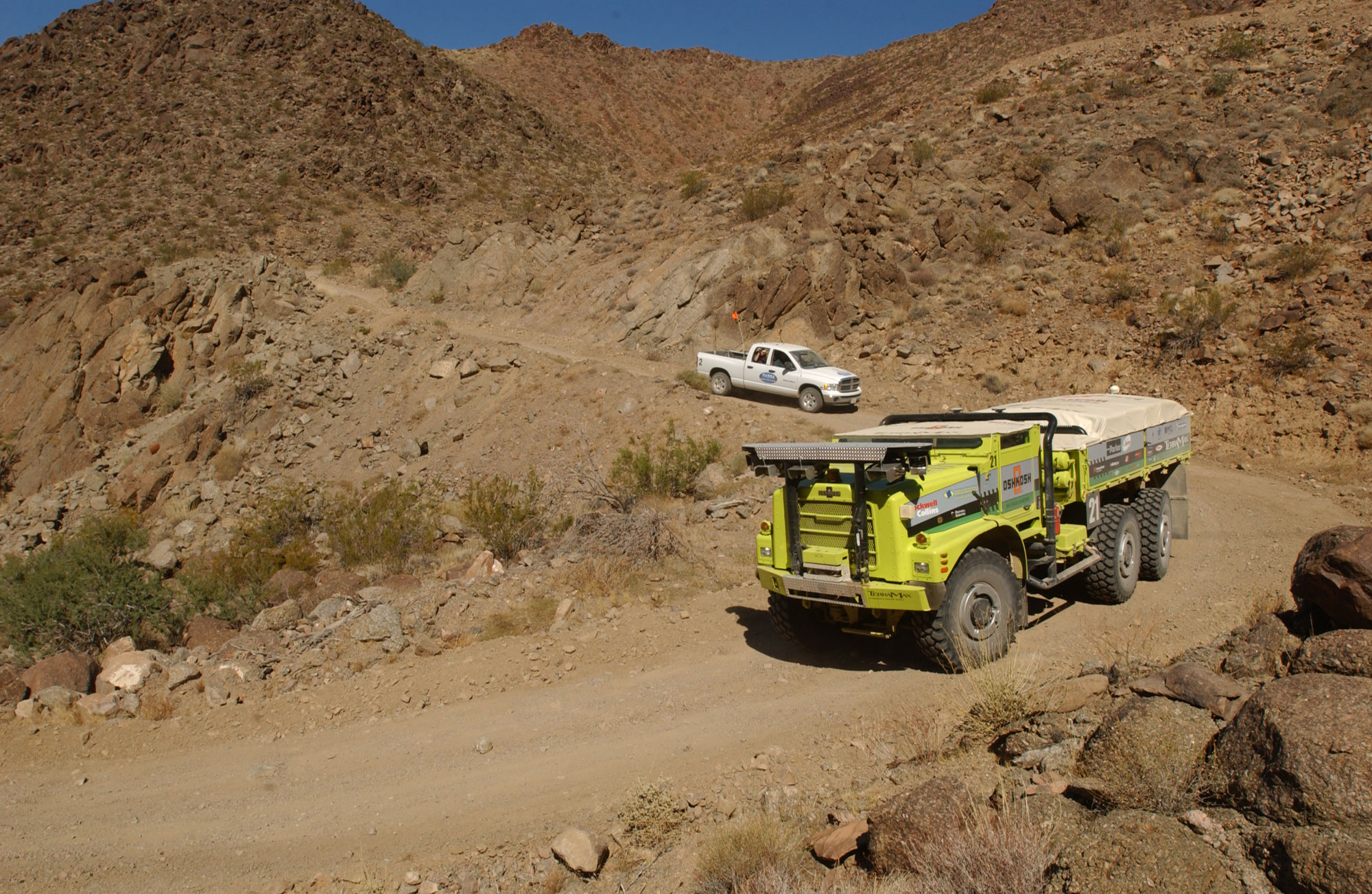
Беспилотный грузовик DARPA Grand Challenge 2005

Гонки состоялись 8 октября 2005. Автомобили должны были пройти сложный маршрут длиной 211,8 километра по каменистой пустыне Мохаве. В гонках приняли участие 22 команды (и 23 автомобиля), отобранные по результатам полуфиналов из 43 команд, в свою очередь, попавших в полуфиналы из числа 195 первоначальных участников. Победитель получил приз в 2 млн долларов. По условиям соревнования, команды получили информацию о маршруте за 2 часа до старта, поэтому роботы имели лишь общее представление о направлении движения, но решения о преодолении конкретных препятствий они принимали самостоятельно.

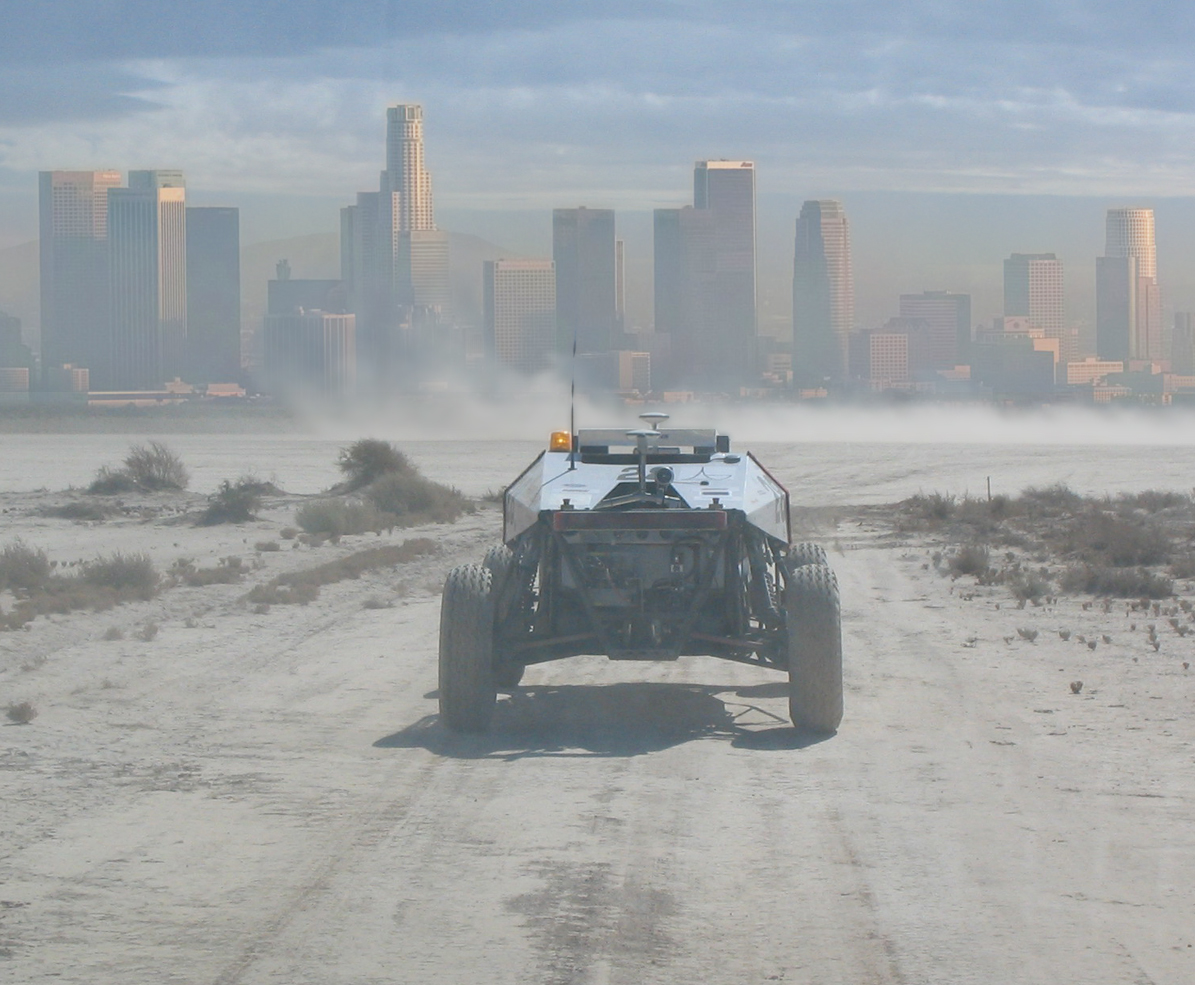
Grand Challenge 2007 проходили в городских условиях

Победителем стал автомобиль-робот команды Стэнфордского университета, созданный командой Себастьяна Труна, преодолевший маршрут за 6 часов 53 минуты 58 секунд. Второе и третье места заняли машины от одной команды Red Team из университета Карнеги-Меллона.

### DARPA Grand Challenge 2007
Гонки прошли в ноябре 2007 года. В финальном заезде 3 ноября, проходившем в воссозданных городских условиях на заброшенной базе ВВС «Джордж» близ города Викторвилл, приняли участие 11 роботов (в отборочных турах участвовало 53 команды). Трасса была длиной 96 км. Роботы должны были соблюдать правила дорожного движения (включая учёт дорожных знаков), ехать в потоке, уметь парковаться. В их задачу входила доставка условного груза в установленную точку менее, чем за 6 часов. Первые три приза составили $2 млн, $1 млн и $500 тыс. соответственно. На организацию соревнований DARPA выделило $20,5 млн.

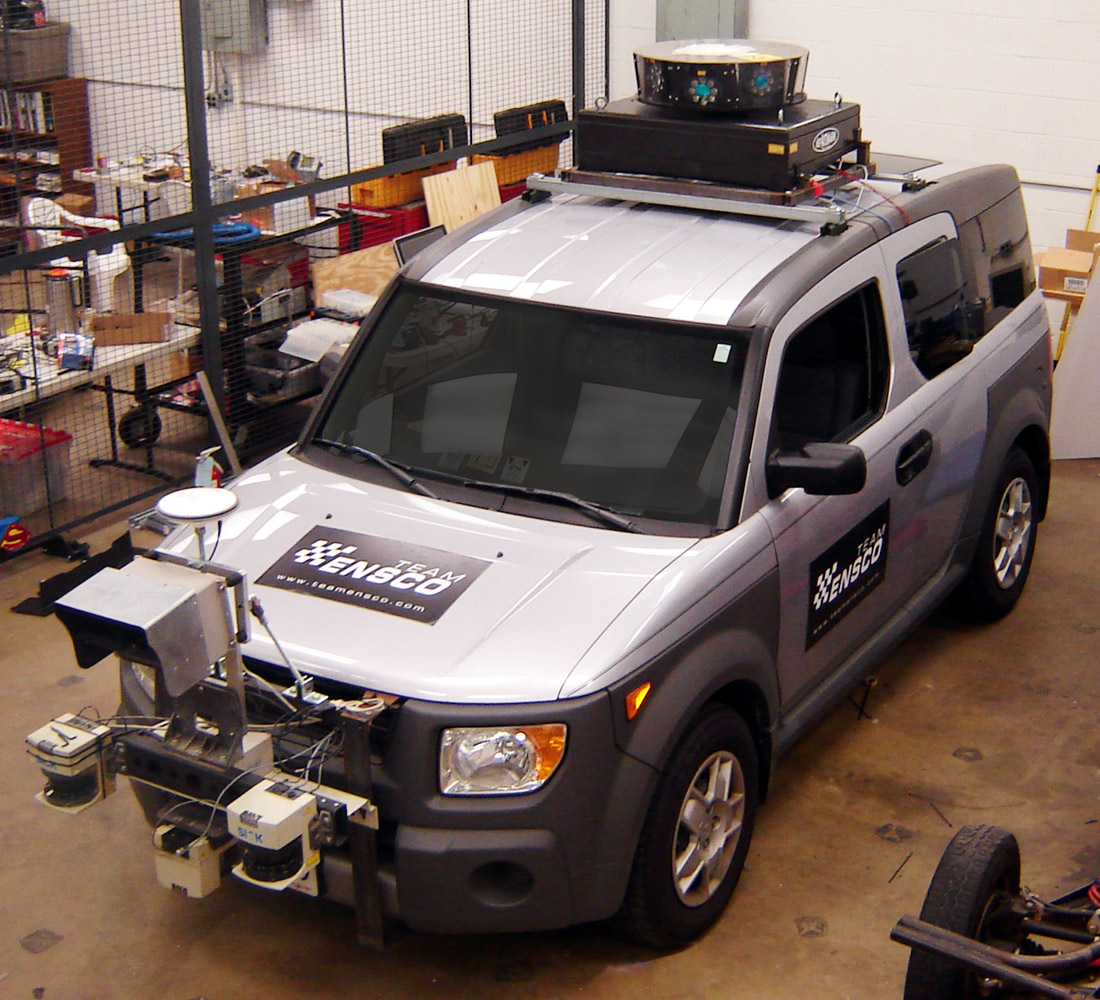
Один из участников соревнований 2007 года

Первым финишировал автомобиль Junior Стэнфордского университета. Однако он допустил ряд ошибок и занял лишь второе место. Первое место по очкам было присуждено роботу Boss, который был создан на основе внедорожника «Шевроле» исследователями из университета Карнеги — Меллон при участии корпораций General Motors, Caterpillar и Continental.